# 협동

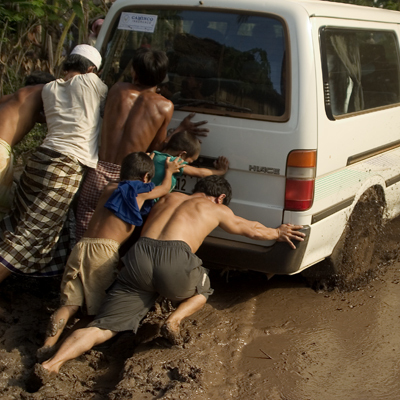
밴을 밀고 있는 6명

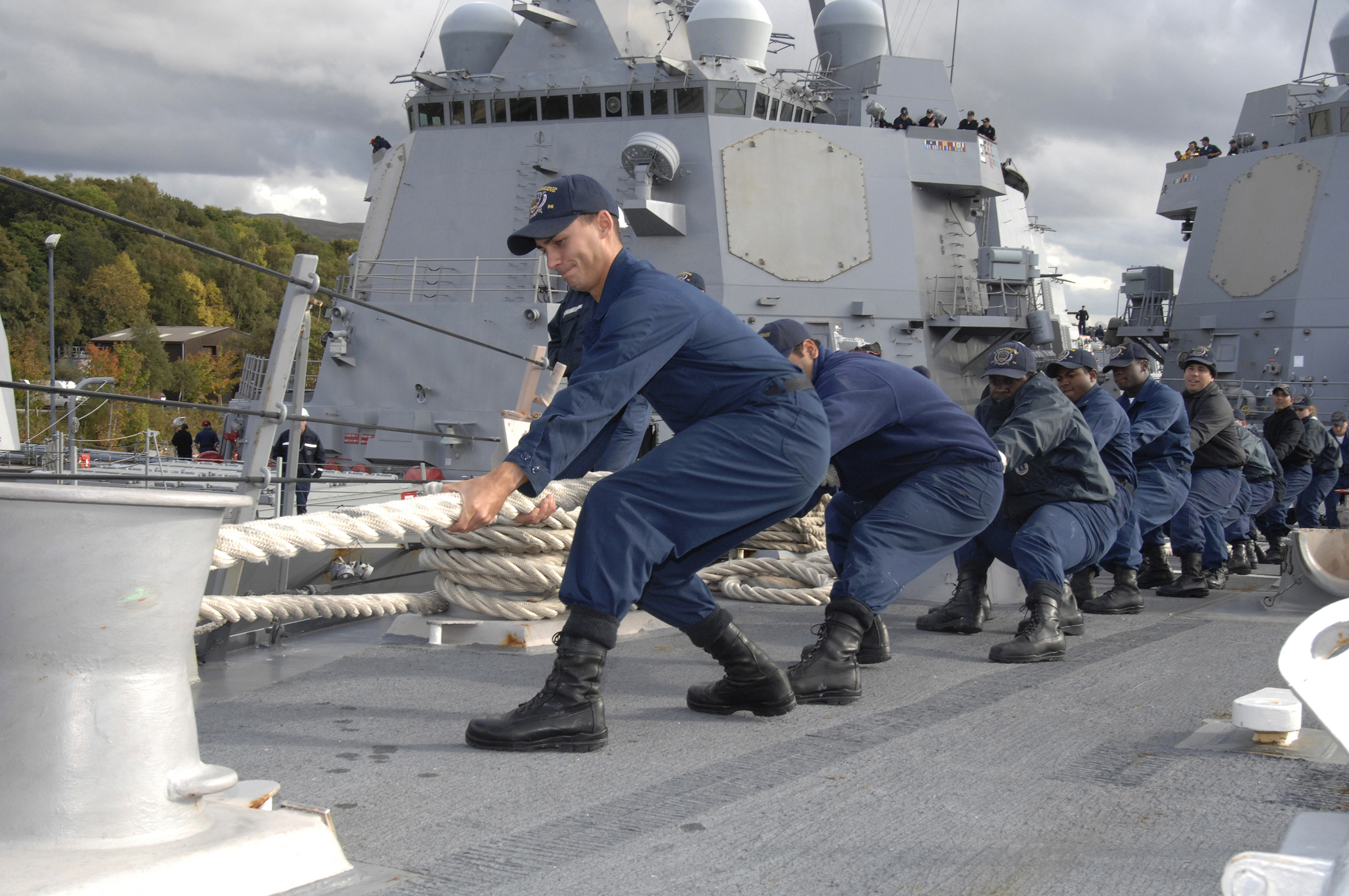
미국 해군 선원들이 계류줄을 끌어올리고 있다.

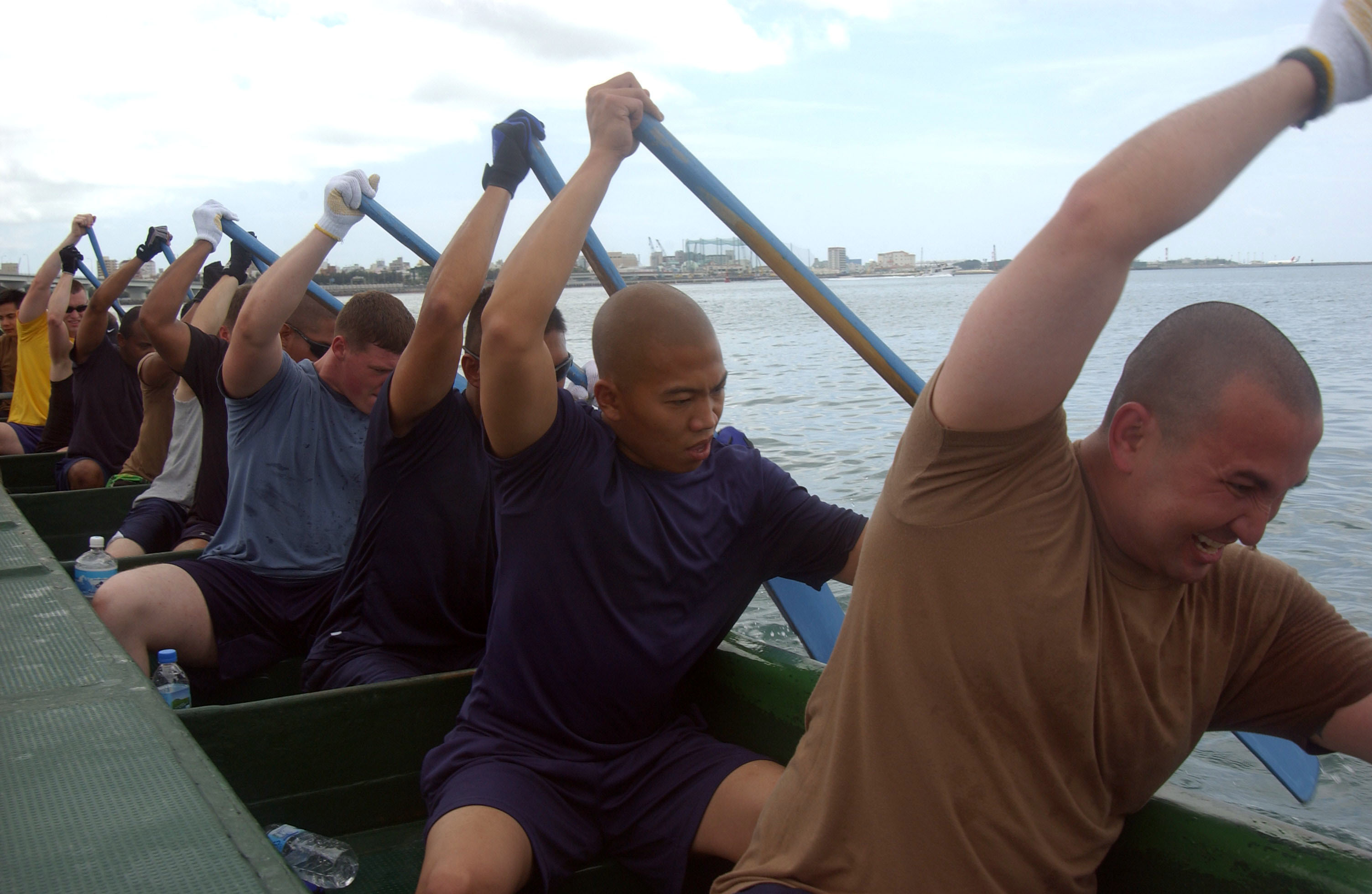
미국 해군 조정팀

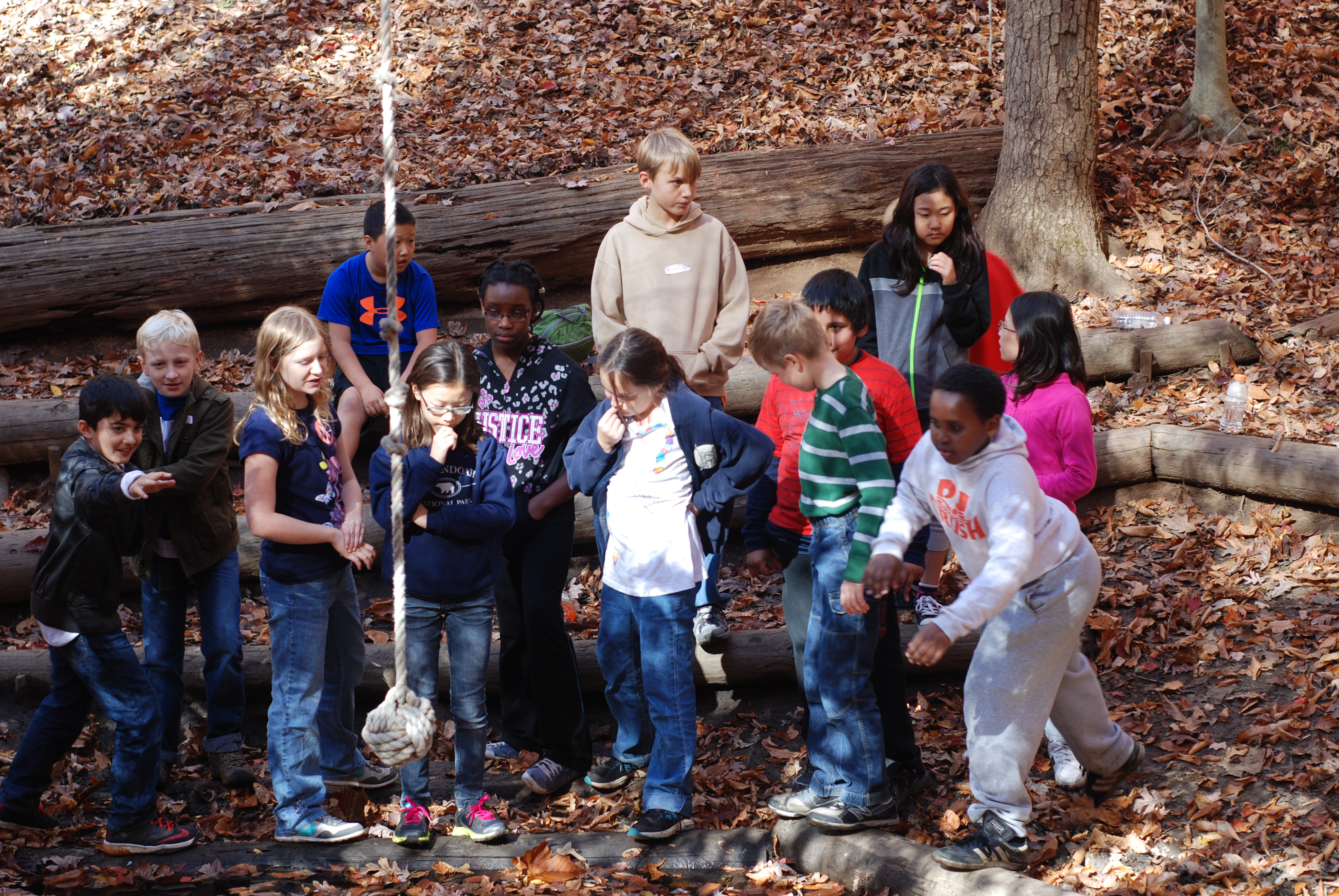
전략을 형성하는 사람들의 모임

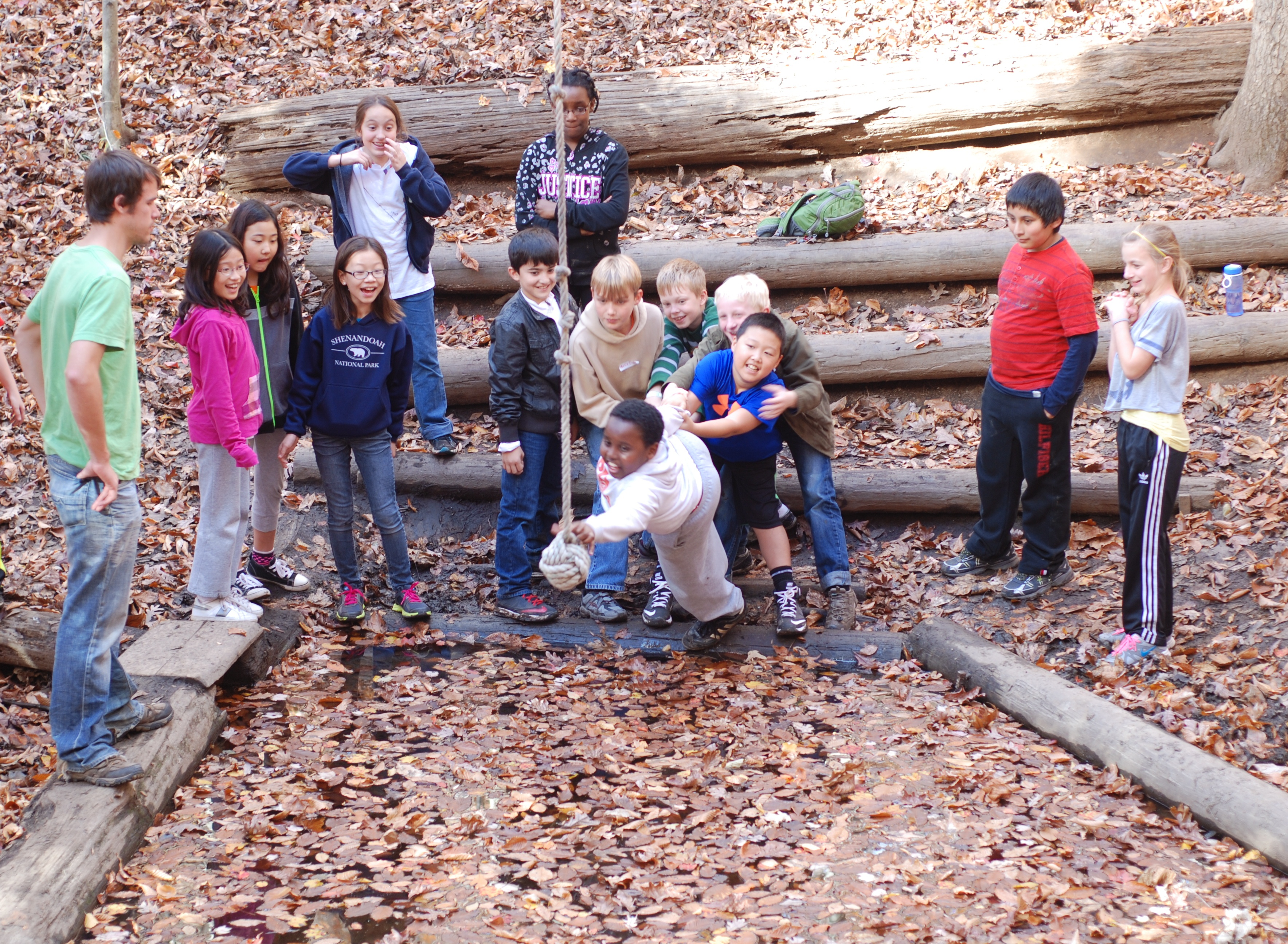
협력하는 사람들의 그룹

협동(協同) 또는 팀워크(teamwork)는 2명 이상의 사람이 어떠한 목표를 공유해 함께 힘을 합해 활동하는 것을 말한다.

## 개요
인간은 혼자서 할 수 없는 일을 다른 사람들과 협력해서 할 수 있다. 또 일정한 일을 혼자 하면 10시간 걸려도 10명이 같이 하면 1시간 이내에 끝내는 수도 있다. 또 마라톤 선수는 심한 심리적·신체적 고통을 극복하면서 종착점을 향해 계속 역주한다. 산(山)으로 소풍간 최초의 인간이 르네상스 시대의 페트라르카(Petrarca)라고 하지만 오늘날 많은 사람이 복잡한 인간관계를 피해서 물리적 및 정신적 고립을 구하는 행동을 취하고 있다. 이것은 다 사회적 교섭에 있어 타인과의 관계에서 생기는 사회적 행동의 기본적 형태이며 현실의 사회적 행동은 이러한 기본형들의 각종각양의 변종(變種) 또는 복합체(複合體)로서 이해된다. '협력'은 인간의 사회적 성질을 나타내는 기본적인 행동양식이다. 동물의 경우에는 아무리 지능이 발달한 종류라도 동일한 목적을 위해 의식적인 협력행동을 조직할 줄 모른다. 벌꿀이나 개미의 집 만들기는 생리적인 유전 메커니즘에 의한 고정된 분업(分業)형태에 불과하다. 협력에는 한 가지 일을 몇 사람이 동시에 병행해서 하는 줄다리기 같은 합력(合力)과 혼자서는 할 수 없는 일을 일정한 약속에 따라 몇 사람의 인간이 하는 조력(助力), 그리고 일정한 일을 몇 개의 부분으로 나누어 그것을 몇 사람이 분담해서 하는 분업((分業)의 세 가지 형태가 있다. 합력은 인간의 육체노동에 가장 두드러지게 나타나는 형태이며 조력과 분업에는 상대와의 약속을 지킨다는 커뮤니케이션 능력이 개재한다. 두 사람이 무거운 물체를 옮길 때 한 사람이 들어올리고 한 사람이 민다 하면 두 사람이 각기 어떤 행동을 할 것인가에 관해 미리 일정한 양해가 성립되어 있지 않으면 안 된다. 그리고 분업의 경우에는 게임의 진행과 마찬가지로 서로 다른 역할에 대한 양해가 성립되지 않는 한 개개의 분담은 조직화될 수 없다. 분업은 기능적 분화(分化)라는 인간사회 조직화의 기초과정이다. 생산·판매·소비 또는 농업·서비스업, 또는 이과(理科)·문과(文科) 등의 분류는 인간사회의 기능적 분화를 말해주는데, 그것은 기본적인 사회행동의 한 형태인 분업의 집단화 또는 조직화를 나타낸다.

## 동물행동학
협력이라는 고차원적인 사회행동(Social behavior)은 진화생물학에서 개체 자신의 적합도를 위한 행동이 비용과 이익 대비에서 가장 효과적인 행동임에도 불구하고 자신의 적합도보다는 친족 선택, 상호이타주의 행등 등 포괄적합도를 위해 개체와 개체군이 진화했다는 정보를 보여준다.
| 예시         | 이익제공자                                 | 이익을 제공받는 자                                |
| 사기 및 공갈 | 특정대상을 전제한 비용지불이 발생하는 행동 | 이익제공자에게 조작된 정보를 제공하는 행동        |
| 협동         | 특정대상을 전제한 비용지불이 발생하는 행동 | 이익제공자에게 조작되지 않은 정보를 제공하는 행동 |

이익제공자에게 조작되지 않은 정보를 제공하는 행동은 비용지불 및 이익제공의 손해를 감수하는 행동의 의도에 부합된다. 이러한 한 개체의 행동은 개체 적합도는 손해이나 포괄적합도는 편익이다. 따라서 이익과 비용은 유전자 및 환경에 대한 정보를 포함하는 개체들 간에 생존과 번식을 위한 적합도와 밀접하게 관련되어 있다.

## 사회심리학
심리학에서는 협동을 위한 행동의 전략적 설계에서 인지적인 사회영향의 맥락을 고려하는 것뿐만 아니라 정서적인 공감이나 상호의존성을 감안하는 과정의 설정이 행동적인 태도변화와 이에 따른 결과를 도출하는데 보다 긍정적일것을 지지하는 많은 연구결과를 제시한다.

## 장점
- 여러 사람의 의견을 수용하고 합의점을 찾아 더 좋은 문제 해결책을 찾을 수 있으며, 이 과정에서 팀원들 간의 의사소통 능력과 신뢰성, 책임감을 향상시킬 수 있다.
- 서로 다른 성향과 강점을 가지기 때문에 각자의 강점에 해당하는 일을 맡아서 함으로써 개인이 한 결과물보다 약점을 어느 정도 보완함으로써 더 좋은 결과물을 얻을 수 있다.
- 팀의 리더를 세움으로써 팀의 의견을 수렴하고 여러 팀원들을 위해 책임을 짐으로써 리더십을 높일 수 있다.
- 팀워크 과정에서 자신이 모르는 지식을 배울 수 있고, 팀원의 조언과 방향성 제시를 통해 더 올바른 문제 해결 방향으로 갈 수 있다.
- 팀 간의 약속인 '규칙'을 정함으로서 규칙을 준수하는 책임감을 키울 수 있다.
- 이상적인 경우로는 팀원이 문제를 해결하기 위한 프로젝트(결과물, 작품)에 소요되는 시간을 개인이 하는 것보다 1/n로 줄일 수 있다.

## 단점
- 문제 해결뿐만 아니라 팀 개발을 위한 노력과 시간이 많이 투자된다.
- 팀에 의한 처리방식은 많은 아이디어가 창출되지만 좋은 해결책은 몇 안 될 수 있다.
- 팀의 구성원들의 다른 성향과 생각, 의사소통 능력의 부재와 무임승차를 하거나 약속(규칙)을 지키지 않는 팀원이 있기 때문에 갈등과 분쟁이 일어나서 팀 구성원들과의 협동이 저하되고 관계는 악화될 가능성이 높다. 결과적으로 문제 해결하기 위해 프로젝트(하나의 작품)를 완성하는 시간이 늦어지고, 이 경우 종종 개인 혼자 문제를 해결하는 것만 못할 수 있다.
- 비슷한 성향을 가지고 비슷한 사고를 가진 팀은 오히려 잘못된 집단사고에 빠져서 다양성을 인정할 수 없고 지나친 동질감으로 동료 간의 압박감을 느낄 수 있으며, 리더나 지도자가 팀원보다 '힘'이 강하기 때문에 그룹 구성원들은 마치 명령에 복종해야 하는 수직 관계로 잘못 보는 것이 집단사고의 원인이다.
- 하라는 문제 해결을 안하고 어쩌라고 질을 하는 것은 협동을 방해하는 ㅉㅉ효과를 낳을 수 있다.

## 같이 보기
- 협업
- 리더십
- 직소교실 모형